# Milan Internet eXchange
Il Milan Internet eXchange, in sigla MIX, è oggi il principale Internet Exchange Point pubblico italiano ovvero il luogo fisico nel quale avviene l'interconnessione tra reti appartenenti a diversi Autonomous System Network, tra cui: Content Provider, Internet Service Provider, Cloud Provider e Content Delivery Network.
Il ruolo di MIX nell'ecosistema Internet italiano è quello di consentire ai propri afferenti, circa 340 ad aprile 2021, l'accesso fisico ad una LAN di peering pubblica attraverso la quale gli afferenti si scambiano il traffico dati, proveniente dalle proprie reti, beneficiando del concetto di "prossimità tra le reti" in base al quale ad una ridotta distanza corrisponde un incremento delle prestazioni e dell'affidabilità.

## Caratteristiche generali
La LAN di peering del MIX è costituita da diverse coppie di switch con porte di accesso variabili tra 1Gb/s e multipli di 100Gb/s per una capacità complessiva in crescita costante (9,97 Tb/s al 29/01/2022) con un picco massimo di 1,719 Tb/s registrato durante la settimana 2 del 2022. 
Al MIX sono collegati, attraverso 9 POP, anche operatori stranieri. Fisicamente occupa uno spazio di oltre 1.000 metri quadri. 
L'infrastruttura di rete è basata su diverse coppie di switch, fisicamente gestiti dallo staff tecnico interno, che sono installati presso i principali Data Center neutrali presenti in Italia. Dal punto di vista geografico l'area di copertura si estende dalla Lombardia alla Sicilia, regioni che rappresentano i principali hub di collegamento Internet internazionali ed intercontinentali italiani.
MIX gestisce anche peering privati tra membri e carrier presenti, realizzando interconnessioni fisiche fra apparati (cross connect).

## La società
La società MIX è attiva dal 2000 per iniziativa di 28 Operatori di Telecomunicazioni rappresentanti le società più significative dell'Internet Italiana ed è presieduto sin dalla sua fondazione (nel 1996) da Joy Marino, che ha ceduto la presidenza a maggio 2021 ad Alessandro Talotta, che nel 2020 era vicepresidente. La sede è a Milano, presso il Centro Direzionale "Caldera Park" di Via Caldera 21, area nella quale sono presenti i nodi di rete di tutti gli Operatori di Telecomunicazione ed Internet Provider operanti in Italia. 
MIX dal 2001 è socio fondatore di Euro-IX, l'Associazione Europea degli Internet Exchange.